# Mingreli

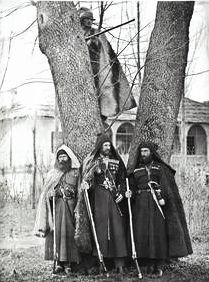
Un gruppo di mingreli alla fine del XIX secolo

I mingreli (mingrelio: მარგალი, margali; georgiano: მეგრელები: megrelebi) sono un gruppo sub-etnico di georgiani che in massima parte vivono nel Samegrelo (Mingrelia), regione della Georgia, ma in numero considerevole anche in Abcasia e a Tbilisi. Approssimativamente 180.000-200.000 persone di origine mingrelia sono state espulse dall'Abcasia in seguito al conflitto georgiano-abcaso all'inizio degli anni '90 con la conseguente pulizia etnica dei georgiani in questa regione separatista.
La maggior parte dei mingreli parlano sia il mingrelio che il georgiano, appartenenti alla famiglia linguistica caucasica meridionale (lingue cartveliche), ma usando soltanto l'alfabeto georgiano.

## Storia

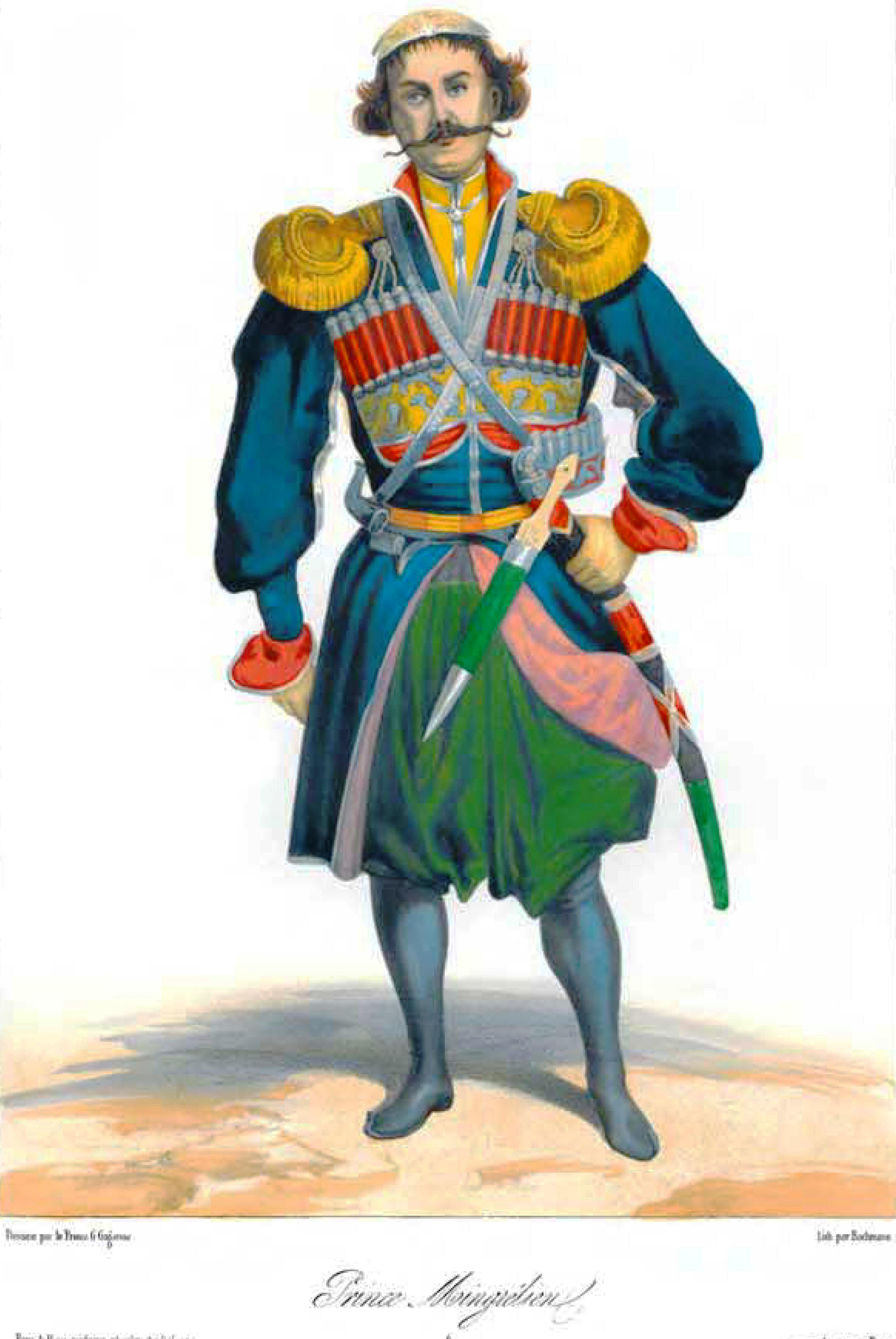
Principe mingrelio, di G. Gagarin. 1840.

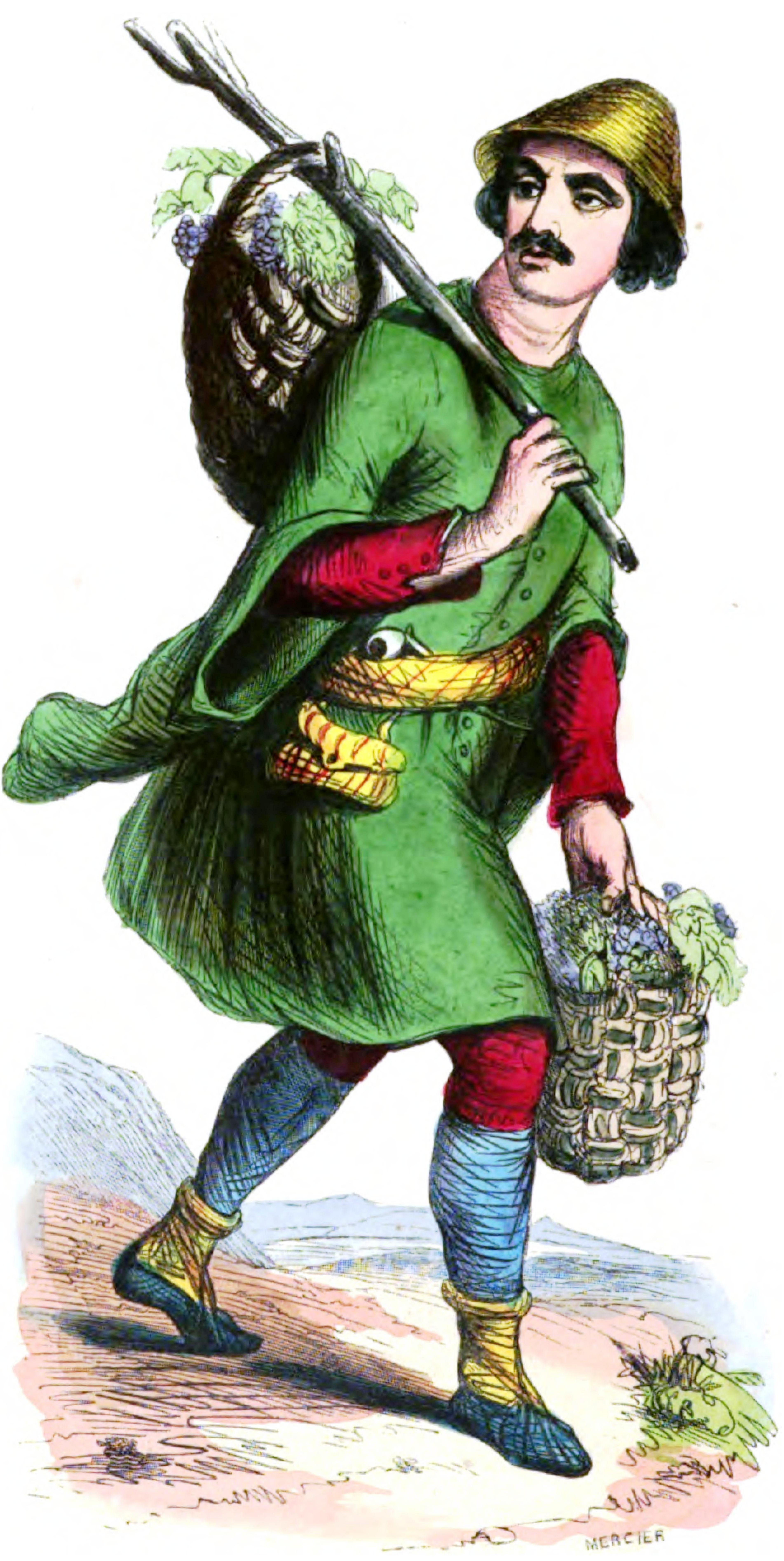
Mingrelio. 1843.

I mingreli discendono da molte tribù colchiche le quali successivamente caddero sotto l'influenza dei Lazi. Questa tribù stabilì nel II secolo d.C. il regno di Lazica, corrispondente grossomodo alla Georgia occidentale. All'inizio del medioevo, la loro aristocrazia e il clero, più tardi seguiti dai laici, adottarono il georgiano come lingua letteraria e culturale. Dopo la frammentazione del Regno della Georgia nel XV secolo, la Mingrelia divenne un principato autonomo, coinvolto in una serie di conflitti insieme ad altri governi georgiani fino a che non fu annessa all'impero russo agli inizi del 1800.
In molti censimenti sotto l'impero russo e nei primi anni dell'Unione Sovietica, i mingreli venivano considerati un gruppo separato, ma classificati sotto una più ampia categoria di georgiani negli anni '30. Attualmente, la maggior parte dei mingreli si identificano come "georgiani" conservando molte caratteristiche culturali inclusa la lingua mingrelia, ma il numero dei suoi parlanti è in declino.
Il primo presidente di una Georgia indipendente, Zviad Gamsakhurdia (1939-1993), era un mingrelio. Quindi, dopo il violento colpo di Stato del 21 dicembre 1991 - 6 gennaio 1992, il Samegrelo divenne il centro di una guerra civile, terminata con la sconfitta dei sostenitori di Gamsakhurdia.

## Personaggi mingreli importanti
- Niko I Dadiani, ultimo principe regnante di Mingrelia
- Konstantine Gamsakhurdia, uno degli scrittori georgiani più influenti del XX secolo
- Zviad Gamsakhurdia, il primo presidente della Georgia post-sovietica
- Lavrenti Beria, capo della polizia segreta di Stalin
- Merab Kostava (Eroe nazionale della Georgia)
- Şevkefza Sultan, Consorte di Abdülmecid e madre e Valide Sultan di Murad V
- Katie Melua, cantante britannica
- Levan Kenia, Giocatore georgiano internazionale di football
- Khvicha K'varatskhelia, calciatore georgiano